# Рихнов на Књежној
Рихнов на Књежној (чеш. Rychnov nad Kněžnou) град је у Чешкој Републици, у оквиру историјске покрајине Бохемије. Рихнов на Књежној је град управне јединице Краловехрадечки крај, у оквиру којег је седиште засебног округа Рихнов на Књежној.

## Географија
Рихнов на Књежној се налази у северном делу Чешке републике. Град је удаљен од 150 км источно од главног града Прага, а од првог већег града, Храдеца Краловског, 40 км источно.
Рижнов на Књежној се налази у области североисточне Бохемије. Град лежи котлини реке Књежне на надморској висини од око 320 м. Изнад града се издижу планине из масива Крконоша.

## Историја
Подручје Рихнова на Књежној било је насељено још у доба праисторије. Насеље под данашњим називом први пут се у писаним документима спомиње 1261. године као словенско насеље, да би већ 1313. године добило градаска права.
1919. године Рихнов на Књежној је постао део новоосноване Чехословачке. У време комунизма град је нагло индустријализован. После осамостаљења Чешке дошло је до опадања активности индустрије и до проблема са преструктурирањем привреде.

## Становништво
Рихнов на Књежној данас има око 12.000 становника и последњих година број становника у граду опада. Поред Чеха у граду живе и Словаци и Роми.

## Галерија
- Хотел „Хавел“
- Градска кућа
- Стари дворац
- Синагога у Рихнову
- Поглед на град из ваздуха
- Дворац